# Prosper de Chasseloup-Laubat
Pour les articles homonymes, voir Chasseloup.
Justin Napoléon Samuel Prosper, comte, puis 4e marquis de Chasseloup-Laubat est un homme politique français né à Alexandrie (Italie) le 29 mai 1805 et mort à Paris (8e) le 29 mars 1873. Il fut ministre de la Marine et des Colonies du 24 novembre 1860 au 20 janvier 1867, puis ministre présidant le Conseil d'État du 17 juillet 1869 au 2 janvier 1870.

## Biographie
Plus jeune des fils du général-marquis François Charles Louis de Chasseloup-Laubat (1754-1833), Prosper de Chasseloup-Laubat fit ses études à Paris au Lycée Louis-le-Grand puis entra dans l'administration et fut attaché au comité du contentieux du Conseil d'État en qualité d'auditeur de 2e classe (1828).
Après la Révolution de 1830 il fut, dès le 4 août, attaché au général de La Fayette, commandant général de la garde nationale, en qualité de capitaine aide-de-camp. Maintenu au sein de la nouvelle organisation du Conseil d'État il fut promu maître des requêtes en service ordinaire (novembre 1830) et devint commissaire du roi auprès du comité du contentieux (1830-1836).
En 1836, Prosper de Chasseloup-Laubat fut adjoint à Jean-Jacques Baude, commissaire du roi en Algérie et remplit sa mission à Alger, puis à Tunis, à Bône et à Constantine. Il assista au siège malheureux de cette dernière ville, avant de reprendre ses fonctions au Conseil d'État. Il fut nommé conseiller d'État en 1838.
Le 3 septembre 1837, il fut élu député par le 5e collège de la Charente-Inférieure (Marennes) en remplacement du vicomte Duchâtel, nommé préfet (111 voix sur 200 votants contre 106 à M. Leterme). Il fut réélu le 4 novembre 1837 (160 voix sur 260 votants et 331 inscrits), le 2 mars 1839, le 9 juillet 1842 (175 voix sur 252 votants et 335 inscrits) et le 1er août 1846 (266 voix sur 309 votants et 379 inscrits). Siégeant au centre gauche, il soutint le gouvernement, vota avec le Tiers Parti, et monta quelquefois à la tribune : comme rapporteur de l'élection de Béziers (1838) ; pour défendre, contrairement au projet de loi sur les cours d'eau, le droit que l'administration semblait abandonner ; au nom de la commission chargée d'examiner la loi sur l'amélioration des ports, etc. Il fut également membre puis président du conseil général de la Charente-Inférieure.
La Révolution de 1848 l'écarta momentanément de la politique, mais il fut élu, le 13 mai 1849, représentant de la Charente-Inférieure à l'Assemblée législative (5e sur 10 par 42 924 voix sur 90 799 votants et 142 041 inscrits). Il vota avec les conservateurs pour l'expédition de Rome, pour les poursuites contre les représentants de la Montagne, pour les lois répressives, soutint la politique de l'Élysée et fut désigné par Louis-Napoléon Bonaparte comme ministre de la Marine entre le 10 avril et le 26 octobre 1851.

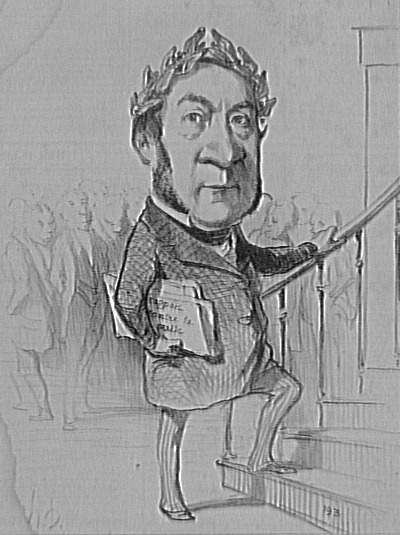
Prosper de Chasseloup-Laubat vu par Honoré Daumier.

Après le coup d'État du 2 décembre 1851, il fut nommé membre de la commission consultative et le gouvernement le présenta, le 29 février 1852, comme son candidat dans la 2e circonscription de la Charente-Inférieure. Il fut élu au Corps législatif (12 170 voix sur 16 566 votants et 29 556 inscrits contre 2 639 voix au général Montholon et 418 à M. Roy-Bry). Il prit part au rétablissement de l'Empire et fut de la majorité législative dans cette législature comme dans la suivante. Il fut en effet réélu le 22 juin 1857 (13 422 voix sur 15 151 votants et 27 708 inscrits contre 1 303 à M. Dupont de Bussac).
Membre du conseil de colonisation près le nouveau ministère de l'Algérie et des Colonies créé en 1858, Prosper de Chasseloup-Laubat fut appelé, par décret du 24 mars 1859, à succéder comme ministre au précédent titulaire de ce portefeuille, le prince Napoléon. Un mois plus tard, il se rendit personnellement en Algérie et mit à l'étude la question des ports de refuge à ouvrir sur le littoral de l'Océan Atlantique et de la Méditerranée. Devenu, après le rétablissement du poste de gouverneur général de l'Algérie, ministre de la Marine et des Colonies (24 novembre 1860), il soutint la nécessité d'augmenter le personnel de l'état-major de la marine (août 1861), fit décréter l'établissement des pupilles de la marine pour les orphelins des marins morts au service (15 novembre 1862) et limita aux bâtiments de la marine et aux sémaphores des côtes l'usage du code commercial des signaux. Un décret du 25 mai 1862 le nomma sénateur du Second Empire. Pour chercher à établir des communications commerciales entre la Cochinchine et la Chine méridionale par la voie du Mékong, il décide, en 1865, d'organiser une expédition chargée de reconnaître la navigabilité du Mékong, d'en faire l'hydrographie et d'étudier l'histoire et l'ethnographie des pays qu'elle traverserait. Le commandement de cette Mission d'exploration du Mékong et du haut Song-koï en est confié au capitaine de frégate Ernest Doudart de Lagrée. En accord avec son collègue aux Affaires étrangères, il donne son aval au contre-amiral Roze pour une expédition de représailles à caractère limité contre la Corée en septembre 1866. Après avoir présidé à la transformation générale de la flotte et des armements maritimes, il donna sa démission de ministre le 20 janvier 1867.
Il fut rappelé au pouvoir le 17 juillet 1869 en qualité de ministre-présidant le Conseil d'État en 1869, en remplacement de M. Vuitry. En cette qualité, il participa à la mise en place de l'« Empire libéral » annoncé par Napoléon III dans son message du 12 juillet. Il se retira avec tous ses collègues en décembre 1869 et reprit son siège au Sénat impérial.
Élu, le 8 février 1871, représentant de la Charente-Inférieure à l'Assemblée nationale (8e sur 10 par 42 357 voix sur 105 000 votants et 148 277 inscrits), il siégea au centre droit et vota pour la paix, pour les prières publiques, pour le pouvoir constituant de l'Assemblée, contre le retour de l'Assemblée à Paris. Nommé rapporteur de la loi sur l'organisation de l'armée, il déposa son rapport le 26 mars 1872 ; celui-ci suscita des discussions approfondies.
Prosper de Chasseloup-Laubat mourut un an plus tard (à son domicile 7 rue de la Bienfaisance), pendant la législature.
Président de la Société de géographie de 1864 à sa mort et collaborateur régulier de la Revue des deux Mondes.

## Distinctions
Il était, depuis le 18 septembre 1860, grand-croix de la Légion d'honneur.

## Famille

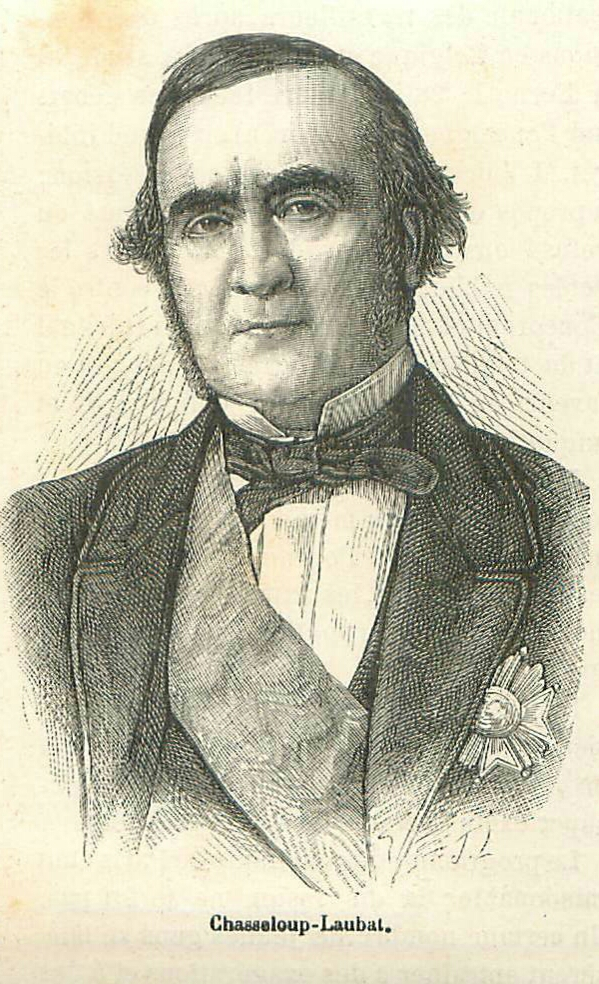
Chasseloup-Laubat.

Il épousa le 18 août 1862 en l'église Saint-Augustin de Paris  Marie-Louise Pilié (5 décembre 1841, La Nouvelle-Orléans - avril 1921, Paris), cousine éloignée, dont la famille originaire de Saintonge était partie faire fortune en Louisiane. Elle était la fille de Louis-Armand Pilié et de son épouse née Rose Élisabeth 
Éléonore Lapice de Bergondy et une nièce du général Toutant de Beauregard. Elle soutint la carrière de son mari en tenant un salon où elle recevait la haute société du Second Empire et lui donna deux fils qui se firent un nom dans le sport:
- Louis de Chasseloup-Laubat, 5e marquis de Chasseloup-Laubat (1863-1954), président du Comité national des sports et de la Fédération française d'escrime, et coauteur du règlement des compétitions internationales d'escrime, marié avec Marie-Louise Stern.
  - Magdeleine de Chasseloup-Laubat, princesse Achille Murat
  - François de Chasseloup-Laubat (1904-1968)
  - Yolande de Chasseloup-Laubat, baronne Fernand de Seroux
- Comte Gaston de Chasseloup-Laubat (1867-1903), pilote d'automobiles de course.

## Hommages
- Lycée Chasseloup-Laubat à Saïgon, du temps de l'Indochine française.
- Rue Chasseloup-Laubat dans le 15e arrondissement de Paris.
- Rampe Chasseloup-Laubat à Alger, du temps de l'Algérie française.
- Promotion Chasseloup-Laubat. Dernière promotion de l'école des officiers du commissariat de la marine (EOCM 2012).
- Un timbre à son effigie a été émis en Indochine en 1943 dans la "série des marins"[9].